# Kanton Le Lauzet-Ubaye
Kanton Le Lauzet-Ubaye (fr. Canton du Lauzet-Ubaye) je francouzský kanton v departementu Alpes-de-Haute-Provence v regionu Provence-Alpes-Côte d'Azur. Tvoří ho pět obcí.

## Obce kantonu
- La Bréole
- Le Lauzet-Ubaye
- Méolans-Revel
- Pontis
- Saint-Vincent-les-Forts